# Путнам (окръг, Тенеси)
Окръг Путнам (на английски: Putnam County) е окръг в щата Тенеси, Съединени американски щати. Площта му е 1044 km², а населението – 62 315 души (2000). Административен център е град Куквил.